# Лека (Норвегия)
Ле́ка (норв. Leka) — коммуна в губернии Нур-Трёнделаг в Норвегии.  Население коммуны на 2007 год составляло 589 чел. Площадь коммуны Лека — 110,24 км², код-идентификатор — 1755.

## История населения коммуны
Население коммуны за последние 60 лет.

Статистика коммуны Лека